# Fianarantsoa II
Fianarantsoa II is een district van Madagaskar in de regio Haute Matsiatra. Het district dat het gebied rondom de stad Fianarantsoa beslaat telt 35 gemeentes.